# Lopidea eremita
Lopidea eremita är en insektsart som beskrevs av Van Duzee 1921. Lopidea eremita ingår i släktet Lopidea och familjen ängsskinnbaggar. Inga underarter finns listade i Catalogue of Life.